# Loi d'Abney
Pour les articles homonymes, voir Abney.
La loi d'Abney est un postulat de la photométrie énoncé par William de Wiveleslie Abney en 1886, qui stipule la linéarité des relations entre grandeurs photométriques.

Si deux stimulus de couleur A et B sont perçus comme ayant la même luminosité, et si deux autres stimulus de couleur X et Y sont également perçus comme ayant la même luminosité, alors les mélanges additifs de A avec X et de B avec Y seront aussi perçus comme ayant la même luminosité (CIE).
Pour les couleurs, la linéarité postulée par Abney s'applique à chaque composante trichrome dans les lois de Grassmann (Sève 2009, p. 77-78). Sans cette loi, la photométrie et la colorimétrie seraient beaucoup plus complexes. Bien que les recherches ultérieures aient montré que la loi d'Abney n'est qu'approximative, la simplification permise par la linéarité fut une condition de la constitution de ces disciplines (Le Grand 1972, p. 78).

## Calcul de la luminosité
Pour une lumière monochromatique de longueur d'onde dans le vide donnée, le rapport entre la grandeur physique, radiométrique, et la grandeur visuelle, photométrique, est un coefficient invariable, quelles que soient ces grandeurs (Sève 2009, p. 60-61).
Par intégration sur le domaine visible, la loi d'Abney permet d'exprimer la luminosité Lv pour une lumière polychromatique : 
{\displaystyle L_{v}=f\left(K_{m}\int _{0}^{\infty }F_{e,\lambda }\cdot V(\lambda )\,\mathrm {d} \lambda \,\right)}
- Fe,λ est le flux énergétique spectrique en watts par mètre (W.m-1) et V(λ) la fonction d'efficacité lumineuse relative spectrale. Le résultat de l'intégrale est proportionnel au flux lumineux en lumens (lm). Si on remplace cette grandeur par la luminance énergétique en W·m-2·sr-1, le résultat de l'intégrale multiplié par Km sera une luminance en cd·m-2. La relation permet de passer de n'importe quelle grandeur lumineuse énergétique à la grandeur photométrique correspondante.
- Km est une constante valant 683 lm W−1, valeur choisie pour que le maximum de V(λ) soit 1.
- f est une fonction qui relie la luminosité à la grandeur photométrique résultant de l'intégrale. En photométrie, on s'en tient à cette grandeur linéaire et f(x) = x. En colorimétrie, de nombreux auteurs, puis la CIE, ont donné des formules non-linéaires différentes pour obtenir la luminosité perçue.

En vision scotopique, on procède exactement de la même façon, à la différence près que K’M = 1 700 lm W−1 et la fonction de sensibilité visuelle de l’observateur de référence scotopique est différente avec un maximum pour une longueur d'onde de 507 nm (Le Grand 1972, p. 70).

## Limites de validité
Abney avait affirmé sa loi, permettant la plupart des calculs de la photométrie, puis de la colorimétrie, à partir de la théorie trichromatique d'Helmholtz et des recherches « assez sommaires ».
Les travaux entrepris pour vérifier la loi d'Abney ont montré qu'elle ne représentait effectivement la vision humaine que dans certaines situations et avec certaines méthodes d'expérimentation. Elle n'est valable, pour les comparaisons visuelles directes, que pour des angles de vision restreints et des lumières très peu saturées. La luminosité des couleurs saturées est très supérieure à ce que prévoit la loi. Pour les comparaisons visuelles successives, par papillotement, la loi d'Abney est vérifiée (Sève 2009, p. 61).
En vision scotopique, la loi d'Abney est bien vérifiée (Le Grand 1972, p. 78).